# Multirisque professionnelle
L'assurance multirisque professionnelle est un type d'assurance qui offre une couverture généralement complète des biens et des responsabilités de l'assuré. Comme son nom l'indique, une multirisque professionnelle peut proposer des garanties étendues.
L'assuré peut choisir cinq grands types de garanties :
- Incendie
- Vol
- Dégâts des eaux
- Bris de Glaces
- RC Exploitation ou RC Professionnelle.

Le contrat de multirisque professionnelle est destiné aux professions libérales, commerçants, artisans, aux prestataires de services et aux associations. Ce type d'assurance couvre les bâtiments et immeubles, le matériel et les biens et marchandises de la société qui souscrit une MRP. La responsabilité civile professionnelle (protection des pertes d'exploitation, données informatiques, matériel, etc.), autre contrat d'assurance, est incluse dans une multirisque professionnelle. Mais elle peut être signée séparément.
La multirisque professionnelle peut également prévoir la couverture des pertes d'exploitation. Cette garantie optionnelle vous permet d'être couvert financièrement en cas de suspension d'activité : une indemnisation peut vous permettre de passer le cap le temps que les dommages soient réparés, ou même de louer des espaces de travail temporaires pour maintenir votre activité pendant la période. La crise du Covid-19 a montré les limites de cette garantie puisque les assureurs ont refusé d'indemniser les entreprises visées par une fermeture administrative au motif que le risque pandémique n'était pas assurable.
En France, les assurances responsabilité civile professionnelle ne couvrent pas la prestation de services réalisée pour des clients aux États-Unis sur Canada ou bien limitent considérablement le pourcentage de chiffre d'affaires pouvant être réalisé à destination de ces pays.
La multirisque professionnelle est régie par le Code Civil, qui détermine les conditions d'engagement de la responsabilité civile professionnelle d'une entreprise.
Certains secteurs d'activité comme le BTP sont soumis à des règles additionnelles spécifiques.